# 東群馬郡

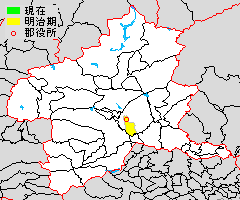
群馬県東群馬郡の範囲

東群馬郡（ひがしぐんまぐん）は群馬県にあった郡。

## 郡域
1878年（明治11年）に行政区画として発足した当時の郡域は、以下の区域に相当する。
- 前橋市の一部（以下の2地域を除く利根川以東、広瀬川以西）
  - 山王町、西善町、中内町、東善町および山王町一・二丁目
  - 住吉町、平和町、岩神町、昭和町、国領町、若宮町、日吉町、城東町および千代田町、大手町の一部[1]

## 歴史
国郡里制から近世までおおむね継承された郡である群馬郡のうち利根川左岸地域（前橋市街とその周辺）が、明治11年の郡区町村編制法施行に際して分割されてできた。郡制施行（群馬県では明治29年）に際し、東接する南勢多郡と併せ改めて勢多郡となり、東群馬郡は廃止された。すなわち、東群馬郡であった領域は元々は群馬郡の一部であったが、最終的には勢多郡の一部となった。
この領域は天文期に発生した利根川の洪水に伴う流路変化で右岸から左岸に変わった地域である。すなわち、この洪水前には群馬郡側と地続きであったが、洪水後には勢多郡側と地続きになった。

### 郡発足までの沿革
- 明治初年時点では全域が上野前橋藩領であった。「旧高旧領取調帳」に記載されている明治初年時点の、群馬郡のうち後の当郡域に存在した村は以下の通り。●は村内に寺社領が存在。（1町29村）

前橋、●前代田村、宗甫分村、市ノ坪村、紅雲分村、六供村、朝倉村、公田村、下公田村、茂右衛門分村、横手村、●新堀村、下阿内村、今宿村、善光寺村、力丸村、房丸村、後閑村、下佐鳥村、●上佐鳥村、橳島村、阿内宿村、竜門村、矢島村、阿内村、徳丸村、宮地村、天川村、●寺家村、●天川原村
- 明治4年（1871年）
  - 7月14日（1871年8月29日） - 廃藩置県により前橋県の管轄となる。
  - 10月28日（1871年12月10日） - 第1次府県統合により群馬県（第1次）の管轄となる。
- 明治6年（1873年）6月15日 - 熊谷県の管轄となる。
- 明治7年（1874年）
  - 公田村・下公田村・茂右衛門分村が合併して三公田村となる。（1町27村）
  - 今宿村・善光寺村が合併して鶴光路村となる。（1町26村）
  - 阿内宿村・竜門村・矢島村・阿内村・寺家村が合併して亀里村となる。（1町22村）
- 明治9年（1876年）8月21日 - 第2次府県統合により、熊谷県が武蔵国の管轄地域を埼玉県に合併して群馬県（第2次）に改称。当郡域は群馬県の管轄となる。

### 郡発足以降の沿革
- 明治11年（1878年）12月7日 - 郡区町村編制法の群馬県での施行により、群馬郡のうち利根川以東の1町22村の区域に行政区画としての東群馬郡が発足。「東群馬南勢多郡役所」が前橋曲輪町に設置され、南勢多郡とともに管轄。

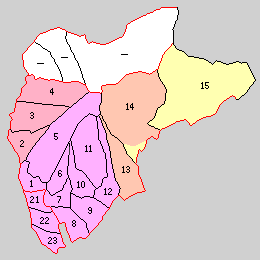
21.前橋町 22.上川淵村 23.下川淵村（桃：前橋市 1 - 15は南勢多郡 －は北勢多郡）

- 1889年（明治22年）4月1日 - 町村制の施行により、以下の町村が発足。全域が現・前橋市。（1町2村）
  - 前橋町 ← 前橋曲輪町、前橋北曲輪町、前橋南曲輪町、前橋神明町、前橋柳町、前橋石川町、前橋堀川町、前橋田中町、前橋横山町、前橋本町、前橋竪町、前橋桑町、前橋萱町、前橋榎町、前橋田町、前橋立川町、前橋紺屋町、前橋連雀町、前橋相生町、前橋中川町、前橋片貝町、前橋新町、前橋芳町、前橋百軒町、前橋大塚町、天川村、紅雲分村［一部］、前代田村［一部］、宗甫分村［一部］、天川原村［一部］、南勢多郡前橋小柳町、前橋細ヶ沢町、前橋諏訪町、前橋向町、前橋神明町、才川村、清王寺村、岩神村、一毛村、国領村、萩村
  - 上川淵村 ← 六供村、市ノ坪村、橳島村、朝倉村、後閑村、上佐鳥村、下佐鳥村、宮地村および前代田村［大部分］、宗甫分村［大部分］、天川原村［大部分］、紅雲分村［大部分］
  - 下川淵村 ← 亀里村、横手村、三公田村、鶴光路村、新堀村、力丸村、房丸村、徳丸村、下阿内村
- 明治25年（1892年）4月1日 - 前橋町が市制施行して前橋市となり、郡より離脱。（2村）
- 明治29年（1896年）4月1日 - 郡制の施行のため、「東群馬南勢多郡役所」の管轄区域をもって勢多郡（第2次）が発足。同日東群馬郡廃止。

## 行政
東群馬・南勢多郡長
| 代 | 氏名     | 就任年月日                | 退任年月日                | 備考                   |
| -- | -------- | ------------------------- | ------------------------- | ---------------------- |
| 1  | 山形和平 | 明治11年（1878年）12月7日 | 明治14年（1881年）12月    |                        |
| 2  | 三木泰象 | 明治15年（1882年）2月     | 明治17年（1884年）3月     |                        |
| 3  | 大木親   | 明治17年（1884年）4月     | 明治17年（1884年）12月    |                        |
| 4  | 八木始   | 明治19年（1886年）8月25日 | 明治23年12月6日           |                        |
| 5  | 三木泰象 | 明治23年12月6日           | 明治27年（1894年）1月16日 | 2代の再任 依願免官     |
| 6  | 八木始   | 明治27年（1894年）1月16日 | 明治29年（1896年）3月31日 | 4代の再任 東群馬郡廃止 |